# Dillinger (Musiker)
Dillinger (* 25. Juni 1953 in Kingston als Lester Randal Bullock) ist ein jamaikanischer Reggae-Musiker und Deejay.

## Werdegang
Seine Karriere begann 1971 als Deejay für die Sound Systems von El Brasso und Prince Jackie. Ursprünglich wollte Lester Bullock sich Dennis Alcapone Junior nennen, benannte sich jedoch nach dem Gangster John Dillinger. Seine ersten Singles standen unter dem Einfluss von Rhythm and Blues. Er nahm Tighten Up Skank und Dr. Skank 1973 bei Lee Perry auf. 1974 folgten Freshly, Brace a Boy, C.B.200 und Killer Man Jaro. Im folgenden Jahr (1975) erschien sein erstes Album Ready Natty Dreadie, welches von Clement Seymour produziert wurde. 1976 folgte sein erfolgreichstes Album C.B.200 mit dem Song Cocaine in My Brain, der im September 1977 in den deutschen Singlecharts bis auf Platz 35 kam. Weitere Lieder und Alben wie Plantation Heights (1975), Crank Face (1976) und Marijuana in My Brain (1979) kamen erfolgreich nach.
The Clash, andere britische New-Wave- und Punk-Bands oder die deutsche Band Die Toten Hosen  auf ihrem Album Auswärtsspiel bezogen sich auf Dillinger oder coverten seine Songs. In den 1980ern zog er sich aus dem Musikgeschäft zurück und kehrte erst 1990 in die Aufnahmestudios zurück. Dillinger betreibt sein eigenes Label Oak Sound.

## Diskografie (Alben)
- 1975: Ready Natty Dreadie (Studio One) erschien 1978 als Babylon Fever.
- 1976: CB 200 (Island)
- 1976: Bionic Dread (Black Swan)
- 1977: Answer Me Questions (Third World)
- 1977: Clash (Burning Sounds)
- 1977: Superstar (Weedbeat)
- 1977: Talkin’ Blues (Magnum)
- 1977: Top Ranking Dillinger (Third World)
- 1978: Cocaine in my Brain (Sonic Sounds)
- 1978: Cornbread (Jamaica Sound)
- 1978: Non Stop Disco Style (Clocktower)
- 1979: Marijuana in my Brain (Jamaica Sound)
- 1979: Funky Punk Rock to the Music (Bellaphon)
- 1979: Live at the Music Machine (Jamaica Sound)
- 197?: Dub Organiser (Scandal Bag)
- 1980: Cup of Tea (Jamaica Sound)
- 1981: Badder Than Them (A&M)
- 1981: Live at London (Vista Sounds)
- 1983: Corn Bread (Vista Sounds)
- 1983: Join the Queue (Oak Sounds)
- 1984: King Pharaoh (Blue Moon)
- 1984: Best of Live (Vista Sounds)
- 1984: Cocaine (New Cross)
- 1986: Tribal War (New Cross)
- 1993: 3 Piece Suit
- 1993: Say No to Drugs (Lagoon)
- 2001: Youthman Veteran
- 2006: At King Tubby's (Attack)
- 2007: Ten to One (Dream Catcher)

## Filmografie
- Rockers, Regie: Ted Bafaloukos, Jamaika 1978. (Dillinger spielt sich selbst.)